# زينة العلمي
زينة العلمي (30 أغسطس 1987-) ملكة جمال الأردن لعام 2014. وسفيرة السلام العالمي للأمم المتحدة.

## حياتها
تلقت تعليمها في أكاديمية التجميل الفرنسية سنة 2013 وتجيد التحدث بالإنجليزية والإيطالية والإسبانية. شاركت في مسابقة «فتاة العرب المثالية» التي نظمتها الدكتورة حنان نصر رئيس مهرجان السياحة العربية وملكة جمال العرب وأوروبا تحت رعاية وزارة السياحة المصرية، وفازت بلقب «ملكة جمال الأردن» لعام 2014. كما مُنحت لقب «سفيرة السلام العالمي للأمم المتحدة» خلال مؤتمر السلام ومكافحة الجوع الذي عقد في دبي في الامارات العربية المتحدة، ومنحت أيضا لقب «سفيرة السياحة» من وزير السياحة المصري هشام زعزوع.
خاضت أول تجربة لها في التمثيل بالمشاركة في فيلم «خسسني شكراً» الذي عرض سنة 2019 من تأليف مصطفى عامر وإخراج وائل عبد القادر. وشاركت أيضا في مسلسل «جنون الشهرة» من إنتاج محمد أمين وإخراج كارو أراراد وبطولة عدد من النجوم العرب.